# Municipio de Swan Creek (Míchigan)
El municipio de Swan Creek (en inglés: Swan Creek Township) es un municipio ubicado en el condado de Saginaw en el estado estadounidense de Míchigan. En el año 2010 tenía una población de 2456 habitantes y una densidad poblacional de 39,83 personas por km².

## Geografía
El municipio de Swan Creek se encuentra ubicado en las coordenadas 43°20′52″N 84°7′23″O / 43.34778, -84.12306. Según la Oficina del Censo de los Estados Unidos, el municipio tiene una superficie total de 61.66 km², de la cual 59,44 km² corresponden a tierra firme y (3,6 %) 2,22 km² es agua.

## Demografía
Según el censo de 2010, había 2456 personas residiendo en el municipio de Swan Creek. La densidad de población era de 39,83 hab./km². De los 2456 habitantes, el municipio de Swan Creek estaba compuesto por el 97,07 % blancos, el 0,33 % eran afroamericanos, el 0,61 % eran amerindios, el 0,12 % eran asiáticos, el 0,81 % eran de otras razas y el 1,06 % eran de una mezcla de razas. Del total de la población el 3,95 % eran hispanos o latinos de cualquier raza.